# Premio Kleist
Il premio Kleist è un riconoscimento letterario tedesco.

## Storia
Il premio Kleist venne attribuito a partire dal 1912, e rappresentava il maggior riconoscimento letterario della Repubblica di Weimar. Il nome è un chiaro riconoscimento all'opera dello scrittore e drammaturgo Heinrich von Kleist.
Il premio venne assegnato fino al 1932; tra il 1933 ed il 1934, infatti, la fondazione Kleist, che si occupava dell'organizzazione del premio, fu sciolta per cause sconosciute.
Dal 1985 si è deciso di reinserire il premio come riconoscimento all'attività letteraria degli scrittori di lingua tedesca.

## Albo d'oro dei vincitori
- 1912 - Hermann Burte e Reinhard Sorge
- 1913 - Hermann Essig e Oskar Loerke
- 1914 - Fritz von Unruh e Hermann Essig
- 1915 - Robert Michel e Arnold Zweig
- 1916 - Agnes Miegel e Heinrich Lersch
- 1917 - Walter Hasenclever
- 1918 - Leonhard Frank e Paul Zech
- 1919 - Anton Dietzenschmidt e Kurt Heynicke (menzione d'onore a Julius Maria Becker, Oskar Maurus Fontana e Otto Zarek)
- 1920 - Hans Henny Jahnn
- 1921 - Paul Gurk (menzione d'onore a Joachim von der Goltz, Leo Weismantel e Inge von Holtzendorff)
- 1922 - Bertolt Brecht (menzione d'onore a Ernst Barlach, Ernst Weiß e Uli Klimsch)
- 1923 - Wilhelm Lehmann e Robert Musil (menzione d'onore a Melchior Vischer)
- 1924 - Ernst Barlach
- 1925 - Carl Zuckmayer (menzione d'onore a Hans Grimm)
- 1926 - Alexander Lernet-Holenia e Alfred Neumann (menzione d'onore a Martin Kessel)
- 1927 - Gerhard Menzel e Hans Meisel
- 1928 - Anna Seghers (menzione d'onore a Peter Martin Lampel, Hermann Kesten, Hans Reiser, Boris Silber, Wolfgang Weyrauch, Ernst Glaeser e Peter Werder)
- 1929 - Alfred Brust e Eduard Reinacher (menzione d'onore a Peter Flamm, Erich Kästner e Oskar Walter Cisek)
- 1930 - Reinhard Goering (menzione d'onore a Ernst Penzoldt, Waldemar Jollos, Arno Nadel, Walter Erich Schäfer, Rudolf Leonhard, Friedrich Wolf, Eleonore Kalkowska e Fritz Schwiefert)
- 1931 - Ödön von Horváth e Erik Reger
- 1932 - Richard Billinger e Else Lasker-Schüler (menzione d'onore a Walter Bauer e Anna Gmeyner)
- 1985 - Alexander Kluge
- 1986 - Diana Kempff
- 1987 - Thomas Brasch (presentato da Christa Wolf)
- 1988 - Ulrich Horstmann
- 1989 - Ernst Augustin
- 1990 - Heiner Müller
- 1991 - Gastón Salvatore (presentato da Hans Magnus Enzensberger)
- 1992 - Monika Maron (presentata da Marcel Reich-Ranicki)
- 1993 - Ernst Jandl
- 1994 - Herta Müller
- 1996 - Hans Joachim Schädlich
- 1998 - Dirk von Petersdorff (presentato da Lars Gustafsson)
- 2000 - Barbara Honigmann
- 2001 - Judith Hermann
- 2002 - Martin Mosebach
- 2003 - Albert Ostermaier
- 2004 - Emine Sevgi Özdamar
- 2005 - Gert Jonke
- 2006 - Daniel Kehlmann
- 2007 - Wilhelm Genazino (presentato da Ulrich Matthes)
- 2008 - Max Goldt (presentato da Daniel Kehlmann)
- 2009 - Arnold Stadler (presentato da Péter Esterházy)
- 2010 - Ferdinand von Schirach
- 2011 - Sibylle Lewitscharoff
- 2012 - Navid Kermani (presentato da Norbert Lammert)
- 2013 - Katja Lange-Müller
- 2014 - Marcel Beyer
- 2015 - Monika Rinck
- 2016 - Yōko Tawada
- 2017 - Ralf Rothmann
- 2018 - Christoph Ransmayr
- 2019 - Ilma Rakusa
- 2020 - Clemens J. Setz[1]
- 2021 - Non assegnato
- 2022 - Esther Kinsky[2]
- 2023 - Thomas Kunst[3]
- 2024 - Sasha Marianna Salzmann[4]
- 2025 - Daniela Seel[5]